# Onthophagus leai
Onthophagus leai là một loài bọ cánh cứng trong họ Bọ hung (Scarabaeidae).